# Linea Dzeržinskaja
La linea Dzeržinskaja in russo Дзержинская линия?, o linea 2, è una linea della metropolitana di Novosibirsk, a servizio dell'omonima città della Russia.

## Cronologia
| Tratto                                     | Data di apertura | lunghezza |
| ------------------------------------------ | ---------------- | --------- |
| Ploščad Garina-Mikhajlovskogo - Sibirskaja | 31 dicembre 1987 | ?         |
| Sibirskaja – Marshala Pokryškina           | 28 dicembre 2000 | 1,58      |
| Marshala Pokryškina – Berjozovaja Rošča    | 25 giugno 2005   | 1,17      |
| Berjozovaja Rošča – Zolotaja Niva          | 7 ottobre 2010   | 1,71      |
| Totale                                     | 5 stazioni       | 5,53 km   |